# Damshung
Damshung Dzong, Chinees: Damxung Xian is een arrondissement in het midden van de stadsprefectuur Lhasa in de Tibetaanse Autonome Regio (TAR), China. In 1999 telde het arrondissement 38.000 inwoners. Damshung is Tibetaans voor uitgekozen weiden.
Door Damshung loopt de nationale weg G109. Verder ligt het Station Damxung in het arrondissement langs de Peking-Lhasa-spoorlijn.

## Geografie en klimaat

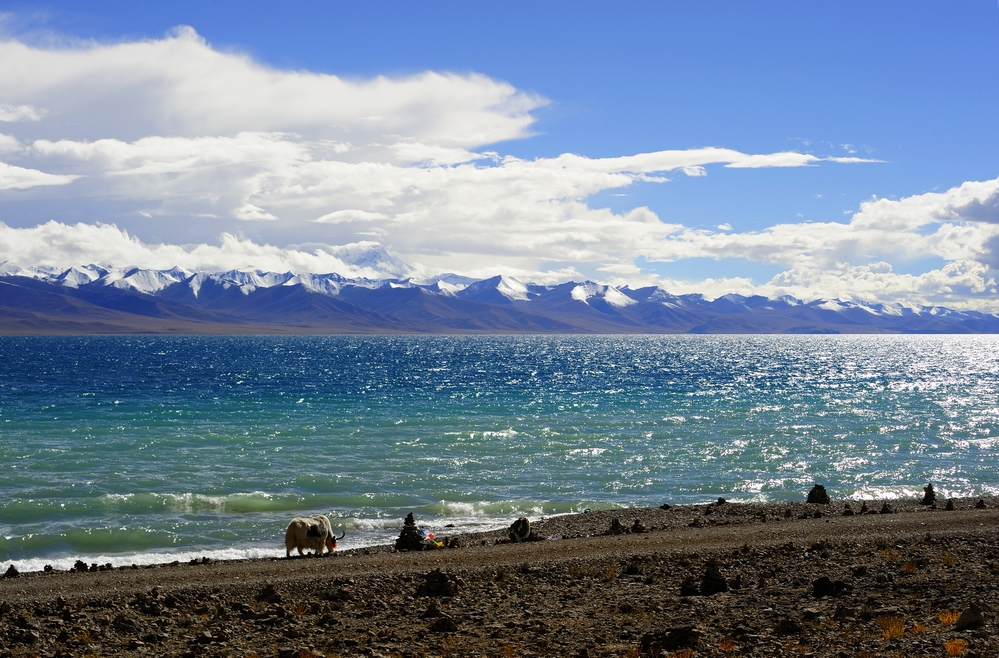
Blik op Namtso

Damshung ligt in het midden van de TAR aan de oever van het heilige meer Namtso.
Damshung ligt in de Transhimalaya. De gemiddelde temperatuur per jaar bedraagt 1,3°C. In januari is de temperatuur gemiddeld -10,2°C en in juli 10,7°C.
Het heeft een oppervlakte van 10.036 km². Jaarlijks valt er gemiddeld 450 mm neerslag.

### Aardbeving in 2008
Er vond een aardbeving plaats op 6 oktober 2008 met een kracht van 6,3 op de momentmagnitudeschaal, naar meting van United States Geological Survey, waarbij tien tot dertig mensen de dood vonden.

## Economie

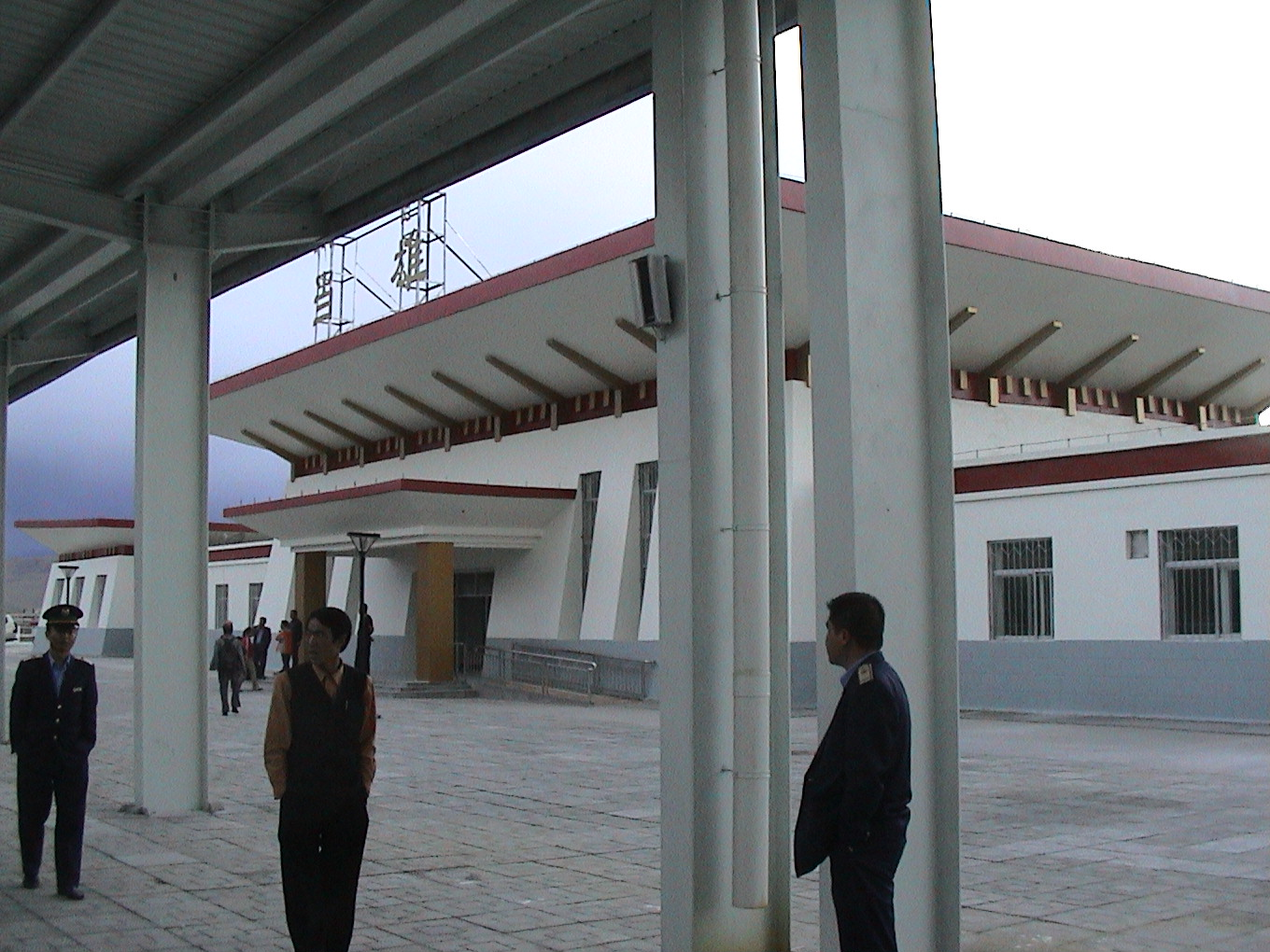
Station Peking-Lhasa-spoorlijn

De belangrijkste natuurlijke bronnen zijn zwavel, kaolien, puzzolaan, pleiser en turf
Er is begin 21e eeuw een toename in de veeteelt. Er worden voornamelijk jaks, schapen, geiten en paarden gehouden.
De Peking-Lhasa-spoorlijn loopt door het arrondissement en heeft een station in Damshung.

## Paardenfestival
Dajyur, ook wel Damshung Paardenfestival is een jaarlijks terugkerend festival dat plaats heeft aan het begin van de achtste maand van de Tibetaanse kalender, ongeveer in september van de gregoriaanse kalender die in Europa geldt.
De festiviteiten duren tien dagen en kennen competities zoals paardenrace, fietscross en het dragen van stenen. Komisch hoogtepunt van het paardenfestival is de jakrace.

## Bestuurlijke verdeling
| Naam       | Tibetaans  | Wylie        | Chinees  | Pinyin          |
| ---------- | ---------- | ------------ | -------- | --------------- |
| Damquka    | འདམ་ཆུ་ཁ།   | ’dam chu kha | 当曲卡镇 | Dāngqǔkǎ Zhèn   |
| Yangbajain | ཡངས་པ་ཅན།། | yangs pa can | 羊八井镇 | Yángbājǐng Zhèn |
| Gyaidar    | རྒྱས་དར།།    | rgyas dar    | 格达乡   | Gédá Xiāng      |
| Nyingzhung | སྙིང་དྲུང།     | snying drung | 宁中乡   | Níngzhōng Xiāng |
| Gongtang   | ཀོང་ཐང།     | kong thang   | 公塘乡   | Gōngtáng Xiāng  |
| Lungring   | ལུང་རིང།     | lung ring    | 龙仁乡   | Lóngrén Xiāng   |
| Wumatang   | དབུ་མ་ཐང།   | dbu ma thang | 乌玛塘乡 | Wūmǎtáng Xiāng  |
| Namco      | གནམ་མཚོ།    | gnam mtsho   | 纳木错乡 | Nàmùcuò Xiāng   |